# Babarobot
Babarobot (en ruso: 'Бабаробот'. en español: 'Mujer robot') Es el noveno álbum de estudio de Leningrad. El nombre completo del disco es Babaroboto ili kak nuzhno delat soundtreki (Babarobot o como hacer un soundtrack).
Después de la canción “WWW” Leningrad consiguió un nuevo éxito “Gelendzhik”, un éxito instantáneo con un video realizado en la costa del Mar Negro, y desde hace mucho tiempo que está en las lista de hits en Rusia.
Es un álbum conceptual que se creó como un juego de radio teatro. La primera canción incluye las otras 12 pistas restantes del álbum (Gelendzhik se repite dos veces) con el mismo diálogo.

## Historia
Los graduados de la Escuela de Capacitación Técnica son enviados a una fábrica. El trabajador de la fábrica, Vladimir, les cuenta acerca de la fábrica. Más adelante, encuentran a un viejo amigo, Boryu. Él les cuenta acerca de su nueva investigación, Babarobots, que son las mujeres robot.

## Listado de temas
| N.º   | Título                                                                  | Duración |  |
| 1.    | «Бабаробот - Babarobot - (Mejer robot)»                                 | 30:15    |  |
| 2.    | «Караоке - Karaoke»                                                     | 1:54     |  |
| 3.    | «Наш завод - Nash zavod - (Nuestra fábrica)»                            | 1:49     |  |
| 4.    | «Мы идём - Mi idiom - (Nosotros vamos)»                                 | 1:44     |  |
| 5.    | «Бабаробот - Babarobot»                                                 | 1:52     |  |
| 6.    | «Теперь я бабаробот - Tepér ya babaróbot - (Ahora soy una mujer robot)» | 1:34     |  |
| 7.    | «Мачи - Machi»                                                          | 3:03     |  |
| 8.    | «Всё хоросё - Vsió horoció - (Todo está bien)»                          | 2:37     |  |
| 9.    | «Кому легко - komu legko - (Fácilmente)»                                | 2:28     |  |
| 10.   | «Роботы ебоботы - Roboto eboboti»                                       | 2:26     |  |
| 11.   | «Ария робота - Arya robota (Aria de robot)»                             | 1:49     |  |
| 12.   | «Геленджик - Gelendzhik»                                                | 3:10     |  |
| 13.   | «Алые паруса - Alie parusa»                                             | 2:11     |  |
| 56:59 |                                                                         |          |  |